# Kinorhynchus giganteus
Kinorhynchus giganteus är en djurart som tillhör fylumet pansarmaskar, och som först beskrevs av Carl Zelinka 1928.  Kinorhynchus giganteus ingår i släktet Kinorhynchus och familjen Pycnophyidae. Arten är reproducerande i Sverige. Inga underarter finns listade i Catalogue of Life.